# Фукусімська АЕС-2
Друга фукусімська атомна електростанція (яп. 福島第二原子力発電所, ふくしまだいにげんしりょくはつでんしょ МФА: [ɸu̥kuɕima dai̯ɲi genɕiɾʲoku hat͡sudenɕo]) — атомна електростанція в Японії. Розташована на території містечок Нараха і Томіока в повіті Футаба префектури Фукусіма. Знаходиться на 11,5 км північніше Перша Фукусімська АЕС. Експлуатується Токійською енергетичною компанією (TEPCO). Електростанція була виведена з експлуатації після Великого тохокуського землетрусу.

## Енергоблоки
| Енергоблок    | Тип реакторів | Потужність | Потужність | Початок будівництва | Енергетичний пуск | Початок експлуатації | Закриття   |
| Енергоблок    | Тип реакторів | Нетто      | Брутто     | Початок будівництва | Енергетичний пуск | Початок експлуатації | Закриття   |
| ------------- | ------------- | ---------- | ---------- | ------------------- | ----------------- | -------------------- | ---------- |
| Фукусіма II-1 | BWR           | 1067 МВт   | 1100 МВт   | 16.03.1976          | 31.07.1981        | 20.04.1982           | 30.09.2019 |
| Фукусіма II-2 | BWR           | 1067 МВт   | 1100 МВт   | 25.05.1979          | 23.06.1983        | 03.02.1984           | 30.09.2019 |
| Фукусіма II-3 | BWR           | 1067 МВт   | 1100 МВт   | 23.03.1981          | 14.12.1984        | 21.06.1985           | 30.09.2019 |
| Фукусіма II-4 | BWR           | 1067 МВт   | 1100 МВт   | 28.05.1981          | 17.12.1986        | 25.08.1987           | 30.09.2019 |

## Аварії
7 липня 2011 року у будівлі першого енергоблоку виникла пожежа, з нього виривалося полум'я.